# باشگاه فوتبال شیراک
باشگاه فوتبال شیراک (به ارمنی: Շիրակ Ֆուտբոլային Ակումբ) یک باشگاه فوتبال در شهر ایجوان و در کشور ارمنستان می‌باشد که در لیگ برتر فوتبال ارمنستان بازی می‌کند.
این باشگاه در سال ۱۹۵۸ میلادی تأسیس شده است.
شیراک سابقهٔ چهار قهرمانی در لیگ برتر ارمنستان، دو قهرمانی در جام استقلال ارمنستان و پنج قهرمانی در سوپر جام ارمنستان را در کارنامهٔ خود دارد.

### تاریخچه لیگ داخلی
| فصل     | لیگ      | لیگ                     | لیگ                     | لیگ                     | لیگ                     | لیگ                     | لیگ                     | لیگ                     | لیگ                     | جام استقلال                 | گلزن برتر           | گلزن برتر | مربی             |
| فصل     | دسته     | مکان                    | بازی                    | برد                     | تساوی                   | باخت                    | گل زده                  | گل خورده                | امتیاز                  | جام استقلال                 | نام                 | لیگ       | مربی             |
| ------- | -------- | ----------------------- | ----------------------- | ----------------------- | ----------------------- | ----------------------- | ----------------------- | ----------------------- | ----------------------- | --------------------------- | ------------------- | --------- | ---------------- |
| ۲۰۰۳    | لیگ برتر | ۳ام                     | ۲۸                      | ۱۷                      | ۲                       | ۹                       | ۶۳                      | ۳۴                      | ۵۳                      | نیمه-نهایی                  |                     |           |                  |
| ۲۰۰۴    | لیگ برتر | ۸ام                     | ۲۸                      | ۴                       | ۹                       | ۱۵                      | ۲۷                      | ۴۹                      | ۲۱                      | نیمه-نهایی                  |                     |           |                  |
| ۲۰۰۵    | لیگ برتر | ۸ام                     | ۱۸                      | ۳                       | ۳                       | ۱۲                      | ۱۹                      | ۳۶                      | ۱۲                      | یکچهارم-نهایی               |                     |           | ژورا بارسغیان    |
| ۲۰۰۶    | لیگ برتر | ۷ام                     | ۲۸                      | ۴                       | ۷                       | ۱۷                      | ۲۱                      | ۶۴                      | ۱۹                      | یکچهارم-نهایی               |                     |           | ژورا بارسغیان    |
| ۲۰۰۷    | لیگ برتر | ۶ام                     | ۲۸                      | ۹                       | ۷                       | ۱۲                      | ۲۷                      | ۳۷                      | ۳۴                      | یکچهارم-نهایی               | آرتیوم برنتسیان     | ۷         | ژورا بارسغیان    |
| ۲۰۰۸    | لیگ برتر | ۷ام                     | ۲۸                      | ۵                       | ۴                       | ۱۹                      | ۱۵                      | ۴۰                      | ۱۹                      | یکچهارم-نهایی               |                     |           | ژورا بارسغیان    |
| ۲۰۰۹    | لیگ برتر | ۶ام                     | ۲۸                      | ۵                       | ۸                       | ۱۵                      | ۲۴                      | ۵۵                      | ۲۳                      | جام استقلال ارمنستان (۲۰۰۹) | آندرانیک باریکیان   | ۸         | ژورا بارسغیان    |
| ۲۰۱۰    | لیگ برتر | ۸ام                     | ۲۸                      | ۲                       | ۴                       | ۲۲                      | ۲۲                      | ۶۸                      | ۱۰                      | یکچهارم-نهایی               | مکرتیچ نالباندیان   | ۹         | وارطان بیچاخچیان |
| ۲۰۱۱    | لیگ برتر | ۷ام                     | ۲۸                      | ۶                       | ۷                       | ۱۵                      | ۲۷                      | ۴۲                      | ۲۵                      | نایب قهرمان                 | آندرانیک باریکیان   | ۱۰        | سامول پتروسیان   |
| ۲۰۱۱–۱۲ | لیگ برتر | تنها جام حذفی برگزار شد | تنها جام حذفی برگزار شد | تنها جام حذفی برگزار شد | تنها جام حذفی برگزار شد | تنها جام حذفی برگزار شد | تنها جام حذفی برگزار شد | تنها جام حذفی برگزار شد | تنها جام حذفی برگزار شد | قهرمان                      |                     |           | وارطان بیچاخچیان |
| ۱۴–۲۰۱۳ | لیگ برتر | ۱ام                     | ۴۲                      | ۲۶                      | ۱۰                      | ۶                       | ۷۰                      | ۳۸                      | ۸۸                      | نایب قهرمان                 | یورو لامینه لی      | ۱۸        | وارطان بیچاخچیان |
| ۱۴–۲۰۱۳ | لیگ برتر | ۲ام                     | ۲۸                      | ۱۳                      | ۸                       | ۷                       | ۴۸                      | ۳۱                      | ۴۷                      | یکچهارم-نهایی               | سرژ دبله            | ۱۵        | وارطان بیچاخچیان |
| ۱۵–۲۰۱۴ | لیگ برتر | ۳ام                     | ۲۸                      | ۱۴                      | ۷                       | ۷                       | ۵۱                      | ۳۲                      | ۴۹                      | یکچهارم-نهایی               | ژان-ژاک بوگویی      | ۲۱        | وارطان بیچاخچیان |
| ۱۶–۲۰۱۵ | لیگ برتر | ۲ام                     | ۲۸                      | ۱۵                      | ۷                       | ۶                       | ۴۱                      | ۲۷                      | ۵۲                      | یکچهارم-نهایی               | کونان اودیلون کواکو | ۶         | وارطان بیچاخچیان |
| ۱۷–۲۰۱۶ | لیگ برتر | ۳ام                     | ۳۰                      | ۱۶                      | ۵                       | ۹                       | ۳۱                      | ۲۴                      | ۵۳                      | قهرمان                      | ویولن آیوازیان      | ۸         | وارطان بیچاخچیان |
| ۱۸–۲۰۱۷ | لیگ برتر | ۴ام                     | ۳۰                      | ۱۴                      | ۸                       | ۸                       | ۳۷                      | ۳۱                      | ۳۸                      | نیمه-نهایی                  | موسی پل باکایوکو    | ۷         | وارطان بیچاخچیان |

## آمار اروپایی
به تاریخ ۲۱ مه ۲۰۱۸
| رقابت              | بازی | برد | تساوی | باخت | گل زده | گل خورده | تفاضل گل |
| ------------------ | ---- | --- | ----- | ---- | ------ | -------- | -------- |
| لیگ قهرمانان اروپا | ۶    | ۱   | ۳     | ۲    | ۶      | ۵        | +۱       |
| لیگ اروپا          | ۲۸   | ۴   | ۵     | ۱۹   | ۱۵     | ۵۰       | –۳۵      |
| جام اینترتوتو      | ۴    | ۱   | ۱     | ۲    | ۷      | ۱۰       | –۳       |
| مجموعاً             | ۳۸   | ۶   | ۹     | ۲۳   | ۲۸     | ۶۵       | –۳۷      |

| فصل     | رقابت              | دور         | باشگاه              | بازی رفت | بازی برگشت      | در مجموع               |
| ------- | ------------------ | ----------- | ------------------- | -------- | --------------- | ---------------------- |
| ۱۹۹۵–۹۶ | لیگ اروپا          | دور مقدماتی | Zagłębie Lubin      | ۰–۰      | ۰–۱             | ۰–۱                    |
| ۱۹۹۶–۹۷ | لیگ اروپا          | دور مقدماتی | آنورتوسیس فاماگوستا | ۰–۴      | ۲–۲             | ۲–۶                    |
| ۱۹۹۸–۹۹ | لیگ اروپا          | 1Q          | مالمو               | ۰–۲      | ۰–۵             | ۰–۷                    |
| ۱۹۹۹–۰۰ | لیگ اروپا          | 1Q          | هلسینکی             | ۰–۲      | ۱–۰             | ۱–۲                    |
| ۲۰۰۰–۰۱ | لیگ قهرمانان اروپا | 1Q          | باته بوریسف         | ۱–۱      | ۱–۲             | ۲–۳                    |
| ۲۰۰۱    | جام اینترتوتو      | 1R          | Tatabánya           | ۳–۲      | ۱–۳             | ۴–۵                    |
| ۲۰۰۲    | جام اینترتوتو      | 1R          | Santa Clara         | ۰–۲      | ۳–۳             | ۳–۵                    |
| ۲۰۰۳–۰۴ | لیگ اروپا          | QR          | نورشلان             | ۰–۴      | ۰–۲             | ۰–۶                    |
| ۲۰۰۴–۰۵ | لیگ اروپا          | 1Q          | Tiraspol            | ۱–۲      | ۰–۲             | ۱–۴                    |
| ۲۰۱۲–۱۳ | لیگ اروپا          | 1Q          | Rudar Pljevlja      | ۱–۰      | ۱–۱             | ۲–۱                    |
| ۲۰۱۲–۱۳ | لیگ اروپا          | 2Q          | بنی یهودا تل‌آویو    | ۰–۲      | ۰–۱             | ۰–۳                    |
| ۱۴–۲۰۱۳ | لیگ قهرمانان اروپا | 1Q          | Tre Penne           | ۳–۰      | ۰–۱             | ۳–۱                    |
| ۱۴–۲۰۱۳ | لیگ قهرمانان اروپا | 2Q          | پارتیزان            | ۱–۱      | ۰–۰             | ۱–۱                    |
| ۲۰۱۴–۱۵ | لیگ اروپا          | 1Q          | شاختار قراغندی      | ۱–۲      | ۰–۴             | ۱–۶                    |
| ۱۶–۲۰۱۵ | لیگ اروپا          | 1Q          | HŠK Zrinjski Mostar | ۲–۰      | ۱–۲             | ۳–۲                    |
| ۱۶–۲۰۱۵ | لیگ اروپا          | 2Q          | آی‌ای‌کی              | ۰–۲      | ۰–۲             | ۰–۴                    |
| ۱۷–۲۰۱۶ | لیگ اروپا          | 1Q          | دیلا گوری           | ۰–۱      | ۱–۰ (وقت اضافه) | ۱–۱ (۴–۱ ضربات پنالتی) |
| ۱۷–۲۰۱۶ | لیگ اروپا          | 2Q          | اسپارتاک ترناوا     | ۱–۱      | ۰–۲             | ۱–۳                    |
| ۱۸–۲۰۱۷ | لیگ اروپا          | 1Q          | گوریتسا             | ۰–۲      | ۲–۲             | ۲–۴                    |

- نتایج خانگی به صورت bold نشان داده شدند

## لباس فوتبال
| از ۲۰۱۴ | ۲۰۱۱–۲۰۱۳ | ۲۰۱۰ | تا ۲۰۰۹ | ۱۹۹۹ |

## افتخارات
لیگ برتر
- قهرمان (۴) – ۱۹۹۲, ۱۹۹۴, ۱۹۹۹, ۲۰۱۲–۱۳;
- نایب قهرمان (۶) – ۱۹۹۳, ۱۹۹۵–۹۶, ۱۹۹۷, ۱۹۹۸, ۲۰۰۲, ۲۰۱۳–۱۴;
- سوم (۴) – ۲۰۰۰, ۲۰۰۳, ۲۰۱۴–۱۵, ۲۰۱۶–۱۷;

جام استقلال
- قهرمان (۲) – ۲۰۱۱–۱۲, ۲۰۱۶–۱۷;
- نایب قهرمان (۵) – ۱۹۹۳, ۱۹۹۴, ۱۹۹۹, ۲۰۱۱, ۲۰۱۲–۱۳;

سوپر جام
- قهرمان (۵) – ۱۹۹۷, ۲۰۰۰, ۲۰۰۳, ۲۰۱۳, ۲۰۱۷;
- نایب قهرمان (۱) – ۱۹۹۹;